# Homoporus aegyptiacus
Homoporus aegyptiacus är en stekelart som beskrevs av Subba Rao 1973. Homoporus aegyptiacus ingår i släktet Homoporus och familjen puppglanssteklar.
Artens utbredningsområde är Egypten. Inga underarter finns listade i Catalogue of Life.